# Tioga Pass Entrance Station
La Tioga Pass Entrance Station est une station de rangers américaine dans le comté de Tuolumne, en Californie. Située au col Tioga, à l'entrée du parc national de Yosemite, cette structure bâtie dans le style rustique du National Park Service est elle-même inscrite au Registre national des lieux historiques depuis le 14 décembre 1978.